# Sergio Ariel Escudero
Sergio Ariel Escudero (エスクデロ・セルヒオ?, Esukudero Sergio; Granada, 1º settembre 1988) è un calciatore spagnolo naturalizzato giapponese, attaccante del North Geelong Warriors.

## Carriera

### Club
Nato in Spagna da genitori argentini di origine spagnola, nel 2007 ha ottenuto la cittadinanza giapponese per via della naturalizzazione del padre. È cugino di Damián Escudero.
All'età di 3 anni si trasferì in Giappone per motivi di lavoro del padre.
Dopo esser vissuto in Giappone per 5 anni torna in Argentina ed entra nelle giovanili del Vélez Sársfield. Nel 2001 tornò in Giappone e si unì prima al Kashiwa Reysol e poi all'Urawa Red Diamonds, con il quale debuttò in prima squadra il 15 agosto 2005, contro l'Albirex Niigata.

### Nazionale
Nel 2008 ha segnato una rete in 5 presenze con la maglia della nazionale giapponese Under-23.

## Palmarès

### Club

#### Competizioni nazionali
- Coppa dell'Imperatore: 2

Urawa Reds: 2005, 2006
- K League 1: 1

Seoul: 2014

#### Competizioni internazionali
- AFC Champions League: 1

Urawa Reds: 2007